# Тангнары
Тангнары — река в Восточной Сибири, правый приток Вилюя.

## География
Протекает по территории Якутии, относится к бассейну Лены. Длина реки — 352 км. Площадь водосборного бассейна — 6490 км². Берёт начало на севере Горного улуса республики в озере Аччыгый-Тамнааскы. Высота истока более 263 метров над уровнем моря. Высота устья — 74 м над уровнем моря.

## Гидрология
| Средний расход воды (м³/с) реки Тангнары по месяцам с 1964 по 1994 гг. (замеры производились на гидрологическом посту в районе с. Чай, в 64 км от устья) |

## Данные водного реестра
По данным государственного водного реестра России и геоинформационной системы водохозяйственного районирования территории РФ, подготовленной Федеральным агентством водных ресурсов:
- Бассейновый округ — Ленский
- Речной бассейн реки — Лена
- Речной подбассейн реки — Вилюй
- Водохозяйственный участок реки — Вилюй от впадения реки Мархи до устья без реки Тюнг